# Battle Club
Battle Club (バトルクラブ?, Batoru Kurabu) è un manga scritto e disegnato da Yuji Shiozaki nel 2004. In Italia è stato pubblicato nel 2006, dalla casa editrice J-Pop. Una seconda serie, intitolata Battle Club 2nd Stage, è uscita in Giappone dal 19 febbraio 2008 al 19 novembre 2009 e pubblicata in Italia sempre da J-Pop.
Si tratta di un manga che punta soprattutto verso il genere d'azione ma con un tono scanzonato, lasciando ben risaltare agli occhi le curve delle ragazze protagoniste, secondo il principio del fanservice. Azione, commedia, autoironia e sesso si mischiano tra battute e parodie di altri manga.

## Trama
Saito Mokichi è un giovane studente che sogna di fare il teppista ma viene sempre battuto. Per rafforzare il suo carattere e per diventare più forte decide di iscriversi in una scuola frequentata da un gruppo di ragazze che praticano il wrestling. Saito incontra così Kaneda Tamako e Higuchi Ichiyo, due provocanti ragazze che lo stendono subito e lo ridicolizzano davanti agli altri studenti. Saito decide di rimanere nella scuola, inizia ad allenarsi con le ragazze, si innamora di Tamako e conosce anche il maestro delle ragazze, il misterioso Tondemon.

## Personaggi

Copertina del primo volume italiano di Battle Club 2nd Stage, raffigurante la protagonista Tamako Kaneda

Tamako Kaneda
È la protagonista del manga. È una ragazza di 16 anni che frequenta il club di lotta libera Shiratori. Ha due seni prosperosi che provocano sguardi eccitati nei maschi della scuola, ma anche in Shiba, segretamente innamorata di lei. Kaneda è la figlia della defunta campionessa del club, deceduta durante il parto, porta per questo grandi sensi di colpa. Nonostante sia una lottatrice molto forte, Tamako è molto goffa e spesso cade preda di infortuni e sventure. Durante la serie gliene capitano di tutti i colori, ma lei reagisce sempre grazie al suo forte carattere. È soprannominata Kintama.  Ama mangiare il curry e viene sistematicamente rimproverata e picchiata dalla vice Higuchi. Tamako arrossisce visibilmente, quando Mokichi esprime sinceramente che nonostante lei sia goffa, possiede un cuore coraggioso e gentile.
Mokichi Saito
È uno studente del primo anno delle superiori, ha 17 anni ed è il coprotagonista del manga. Si iscrive al club di lotta per non essere più maltrattato dagli altri. Qui fa subito amicizia con Tamako, verso la quale proverà sentimenti che non aveva mai provato per nessuno. Col proseguire della storia acquisirà notevoli capacità combattive grazie al suo continuo allenamento per far colpo su Tamako. Il maestro Tondemon, a differenza degli altri, nota subito che Mokichi (benché lui stesso non se ne sia reso conto) possiede una forza sovrumana, notando per prima cosa, la sua enorme resistenza fisica. Il modo in cui Tamako e Mokichi si sono conosciuti è lo stesso di quando si conobbero i genitori di Tamako, indicando molto probabilmente che un giorno staranno insieme. Come ammesso dal testo narrante, Mokichi in futuro scriverà dei libri, raccontando delle sue esperienze e alle disavventure avute con il club di lotta libera e che esse gli daranno un grande successo, facendolo diventare molto ricco e famoso in tutto il Giappone.
Higuchi Ichiyo
È la vice capitano del club di lotta, conosciuta con il soprannome di "Queen of the Vampires" ("Regina dei vampiri") per la sua grande abilità e il suo agonismo. Il suo carattere forte ed orgoglioso sarà presto incrinato dagli eventi. Ha tendenze saffiche. Proviene da una famiglia molto ricca proprietaria di una catena di ristoranti e abita in una grande villa.
Ryotaro Shiba
È la vice capitano del club di karate. Viene chiamata "l'invasata del ki-ai" per la sua fede verso questa forza interiore. All'inizio sarà nemica di Tamako e di tutto il club di lotta libera, ma dopo esserne stata sconfitta ed essere stata espulsa dal club di karate entrerà a far parte del club di wrestling, finirà in uno strano rapporto morboso con Tamako e con i suoi amici. In alcuni casi la aiuterà, in altri si sentirà una pervertita, come quando dopo aver sognato di trovarsi nuda nella sauna con lei, farà di tutto perché ciò accada. Finirà con Tamako nella sauna, ma cadrà fuori dalla sauna insieme a Mokichi che le stava spiando, con le parti basse di lui sulla faccia.
Rentarō Taki
È il capitano del club di lotta dello Shiratori. A prima vista sembra una bella e formosa ragazza dalle curve mozzafiato, ma in realtà è un uomo. Odia coloro che affermano che la lotta libera è solo una forma di rissa poiché egli la considera una forma d'arte, ma soprattutto un modo per sfidare se stessi nel tentativo di superare i propri limiti.
Tondemon Higashi
È il maestro del club di lotta dello Shiratori. Appare come un uomo anziano e debole che fa il bidello della scuola, in realtà nel passato ha fatto vincere allo Shiratori parecchie medaglie ed ha allenato la madre di Tamako. Dopo aver visto Tamako, Tondemon riprende ad allenare il club, conscio della grande forza della ragazza. Tondemon è inoltre uno dei quattro guardiani del monte Ibuki, conosciuto come Zouchou. Alla fine della prima serie abbandona il club di lotta dopo aver combattuto e sconfitto Mukoda, e viene rimpiazzato da Nandaimon. Si accorge subito che Mokichi Saito possiede delle enormi potenzialità e che potrebbe diventare uno dei più forti lottatori del mondo.
Kuniko Mukoda
È un membro del club di wrestling. Ha due seni più grandi di quelli di Tamako e ama spogliarsi davanti agli altri membri del club. Dotata di una grande forza, combatterà sia contro Tamako sia contro Tondemon, venendo sconfitta entrambe le volte.
Ginkakuji Tamami
È la madre di Tamako, morta durante il parto. Allenata da Tondemon, ha vinto tre campionati nazionali. Vera leggenda nel mondo della lotta libera. Quando rimase incinta, le dissero che il parto sarebbe stato travagliato e che avrebbe potuto costarle la vita, proponendole di abortire. Tamami rifiutò, sentendo la vita dentro di sé e consapevole di quanto sarebbe stata preziosa la sua bambina, scelse di portare a termine la gravidanza. Kaneda, colmo di tristezza, promise a Tamami che avrebbe cresciuto la loro figlia senza risparmiarsi. In seguito, Kaneda fece seppellire Tamami in un cimitero cristiano, convinto che fosse un luogo di classe. Tamami, divenuta spirito, tiene d'occhio Kaneda, poiché non vuole che lui la tradisca.
Kaneda Kinta
È il padre di Tamako. Di corporatura massiccia, ama sempre sfoggiare il suo corpo muscoloso e spiare la figlia nuda. Benché il modo di fare goffo, possiede una forza fuori dal comune. Alle superiori era il capo di una gang, molto temuta. Quando conobbe Tamami, s’innamorò di lei a prima vista, decidendo di lasciarsi alle spalle la sua vita da teppista. Affronta da solo una gang rivale per difendere i suoi amici venendo infine sopraffatto. Tamami assistendo a quella scena s’innamora di lui. Si sposeranno poco dopo e passato un anno nasce Tamako. Tutti del gruppo nel club di lotta libera considerano Kaneda, un masochista e pervertito. Convinti che abbia trasmesso i suoi peggiori difetti a Tamako. Mokichi a differenza degli altri, ha visto in Kaneda, un grande cuore e coraggio ed è convinto che queste qualità le abbia trasmesse alla figlia. Kaneda prenderà in grande simpatia Mokichi poiché unico ad avere visto del buono in lui, stritolandolo in un abbraccio da orso.
Kōmoku
È uno dei quattro guardiani del monte Ibuki. È una bambina che si trova a proprio agio sott'acqua. Suo padre morì annegato tentando di salvarla dopo che la piccola aveva perso una preziosa ascia in fondo al mare. Da allora Koumoku è diventata come un pesce e cerca sempre l'ascia del padre. Grazie a Tamako Koumoku ritroverà l'ascia ma l'abbandonerà nel fondo del mare dopo aver salvato la ragazza. Koumoku vincerà lo scontro con Tamako ma verrà sconfitta nel ki-ai.
Il fantasma della piscina
È il fantasma di una ragazza campionessa di tuffi durante la seconda guerra mondiale che si impossessa del corpo di Tamako nell'ultimo capitolo della prima serie. A causa del suo essere donna riceveva molte critiche dagli uomini ed era costretta a saltare da una pedana bassa. Una volta ricevuto il permesso di saltare da un trampolino alto, la ragazza si bloccò e riprovò per giorni senza esito. Durante un bombardamento aereo la ragazza morì. Grazie a Tamako la ragazza finalmente riesce a tuffarsi e il suo fantasma abbandona il corpo di Tamako e la scuola.
Nandaimon
È il nuovo maestro del club di lotta dopo l'abbandono di Tondemon. È molto più anziano di lui e non dice una parola, comunicando con le ragazze e i ragazzi del club tramite dei cartelli. In apparenza, come Tondemon, è il bidello della scuola.

## Volumi
| Battle Club (6 volumi)           |                  |                    |                   |                        |
| 1                                | 28 aprile 2004   | ISBN 4-78-592417-9 | 30 marzo 2006     | ISBN 978-88-8957-484-3 |
| 2                                | 26 novembre 2004 | ISBN 4-78-592484-5 | 27 giugno 2006    | ISBN 978-88-8957-485-0 |
| 3                                | 27 giugno 2005   | ISBN 4-78-592547-7 | 1º agosto 2006    | ISBN 978-88-8957-486-7 |
| 4                                | 27 febbraio 2006 | ISBN 4-78-592617-1 | 20 settembre 2007 | ISBN 978-88-6123-055-2 |
| 5                                | 26 ottobre 2006  | ISBN 4-78-592706-2 | 14 febbraio 2008  | ISBN 978-88-6123-194-8 |
| 6                                | 19 luglio 2007   | ISBN 4-78-592817-4 | 7 marzo 2008      | ISBN 978-88-6123-195-5 |
| Battle Club 2nd Stage (3 volumi) |                  |                    |                   |                        |
| 1                                | 19 febbraio 2008 | ISBN 4-78-592918-9 | 20 settembre 2009 | ISBN 978-88-6123-531-1 |
| 2                                | 19 novembre 2008 | ISBN 4-78-593061-6 | 29 novembre 2009  | ISBN 978-88-6123-615-8 |
| 3                                | 19 novembre 2009 | ISBN 4-78-593268-6 | 11 luglio 2010    | ISBN 978-88-6123-663-9 |

## Riferimenti ad altre opere
Battle Club presenta vari riferimenti ad altri manga, trasformati in parodia. Ad esempio, la famosa onda energetica Kamehameha di Dragon Ball viene riproposta e trasformata in "Kamekameho". Il maestro Tondemon ricorda e parodia molti maestri presenti nei manga e negli anime che trattano di arti marziali.